# Nowe (województwo świętokrzyskie)
Nowe – wieś sołecka w Polsce położona w województwie świętokrzyskim, w powiecie opatowskim, w gminie Ożarów.
W latach 1975–1998 miejscowość położona była w województwie tarnobrzeskim.

## Położenie
Wieś położona we wschodniej części województwa świętokrzyskiego, nad Wisłą. Znajduje się w dolince ustawionej poprzecznie do doliny rzeki. Jest to typ ulicówki – zabudowania rozmieszczone są wzdłuż drogi biegnącej dnem dolinki. Wieś otaczają wiśniowe sady oraz lasy.
Dojazd do wsi drogą lokalną z Szymanówki, gdzie znajduje się skrzyżowanie z drogą krajową nr 74 (Kielce–Zamość).